# V - The Final Battle
V: The Final Battle é uma minissérie de ficção científica de 1984, continuação da minissérie de 1983. Foi exibida originalmente em três episódios. No Brasil foi nomeada Os Extraterrestres na Batalha Final (quando exibida no SBT). Anteriormente a Globo exibiu as duas minisséries como uma só: V: A Batalha Final.

## Cronologia
- V - The Original Series, série em dois episódios que inicia a história e foi exibida originalmente pela NBC nos dias primeiro e segundo de Maio de 1983
- V: The Final Battle, série que se passa imediatamente em seguida. Tem três episódios, um elenco expandido baseado no da série anterior, e foi exibido originalmente pela NBC nos dias seis a oito de 1983
- V: The Series, série regular que durou uma única temporada de dezenove episódios, exibidos originalmente entre 26 de outubro de 1984 e 22 de março de 1985

No Brasil, as duas primeiras séries foram tratadas como uma única série de dez episódios e exibidas como V - A Batalha Final pela Globo e no SBT com o título "Os Extraterrestres na Batalha Final".
A série regular foi exibida pelo SBT com o título "Os Extraterrestres na Batalha Final".

## Reception
Like the first miniseries, V: The Final Battle was successful for NBC. Its three parts averaged a 25.1 rating and 37 share, beating ABC's miniseries The Last Days of Pompeii, which aired on the same days as The Final Battle. Ed Siegel do The Boston Globe afirmou que The Final Battle foi "de longe o melhor" dos dois e classificou-a como "entretenimento escapista espirituoso", mas ainda "pouco inspirado". Ele julgou ambos inferiores a Concealed Enemies, da PBS, que Siegel afirmou "trata a sua audiência como se tivesse um QI acima de 25."
Em sua crítica para o New York Times, John J. O'Connor opina como "em sua própria viragem", "V" raramente é menos do que convincente ", acrescentando que" a saga contínua é ainda impressionante, onde é mais importante neste tipo de alcaparra de ficção científica. O aspecto geral e os efeitos especiais são notavelmente impressionantes, perfeitamente calibrados para o contexto da pequena tela de televisão".

## Elenco
| Humanos             | Humanos          |
| Personagem          | Ator             |
| ------------------- | ---------------- |
| Mike Donovan        | Marc Singer      |
| Juliet Parrish      | Faye Grant       |
| Ham Tyler           | Michael Ironside |
| Chris Farber        | Mickey Jones     |
| Father Andrew Doyle | Thomas Hill      |
| Robert Maxwell      | Michael Durrell  |
| Daniel Bernstein    | David Packer     |
| Eleanor Dupres      | Neva Patterson   |
| Robin Maxwell       | Blair Tefkin     |
| Elias Taylor        | Michael Wright   |
| Caleb Taylor        | Jason Bernard    |
| Kristine Walsh      | Jenny Sullivan   |
| Harmony Moore       | Diane Civita     |
| Maggie Blodgett     | Denise Galik     |
| Mark                | Sandy Simpson    |
| Sean Donovan        | Eric Johnston    |
| Elizabeth Maxwell   | Jenny Beck       |

| Visitante       | Visitante       |
| Personagem      | Ator            |
| --------------- | --------------- |
| Diana           | Jane Badler     |
| Pamela          | Sarah Douglas   |
| John            | Richard Herd    |
| Stephen         | Andrew Prine    |
| Martin          | Frank Ashmore   |
| Willie          | Robert Englund  |
| Brian           | Peter Nelson    |
| Barbara         | Jenny Neumann   |
| Lorraine        | Greta Blackburn |
| Visitor Captain | Stack Pierce    |